# Tu voudrais me voir pleurer
Tu voudrais me voir pleurer est une chanson sur un rythme de valse, paroles d'Ernest Dumont, musique de Ferdinand-Louis Bénech, éditée en 1912 (éd. Bénech, sans cotage).

## Interprètes
- La Palma
- Annie Flore
- Anna Marly